# Sonate K. 484
La sonate K. 484 (F.428/L.419) en ré majeur est une œuvre pour clavier du compositeur italien Domenico Scarlatti.

## Présentation
La sonate K. 484, en ré majeur, est notée Allegro. Elle ouvre le volume XIV du manuscrit de Parme et le volume XII de Venise tous deux copiés en 1756. C'est une sonate isolée, dont l'ouverture — une gamme descendante à la main droite imitée par la main gauche — n'est que peu liée au contenu principal de la pièce — qui évoque les gammes de la sonate K. 490 — mais caractéristique du symbolisme musical de Scarlatti. Elle est vive et pleine d'esprit, très appropriée pour un lever de rideau.

## Manuscrits
Le manuscrit principal est le premier numéro du volume XII (Ms. 9783) de Venise (1756), copié pour Maria Barbara ; les autres sont Parme XIV 1 (Ms. A. G. 31419), Münster I 19 et Vienne C 15 (VII 28011 C). Une copie figure à la Morgan Library, manuscrit Cary 703 no 107,.

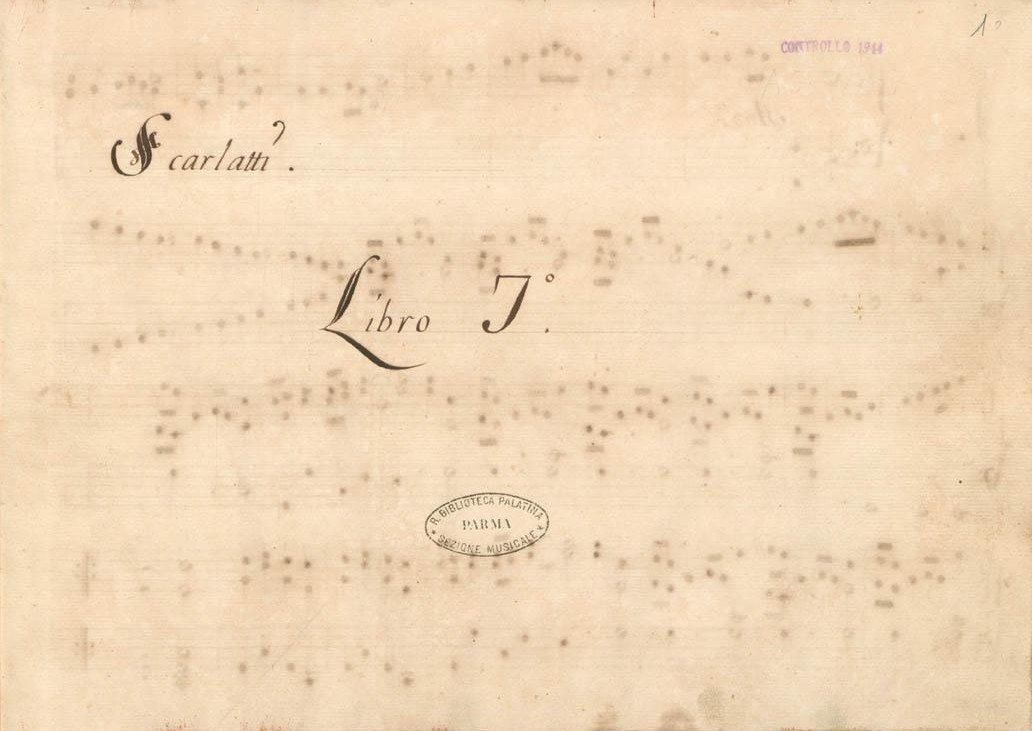
Page de titre du volume XIV de Parme.
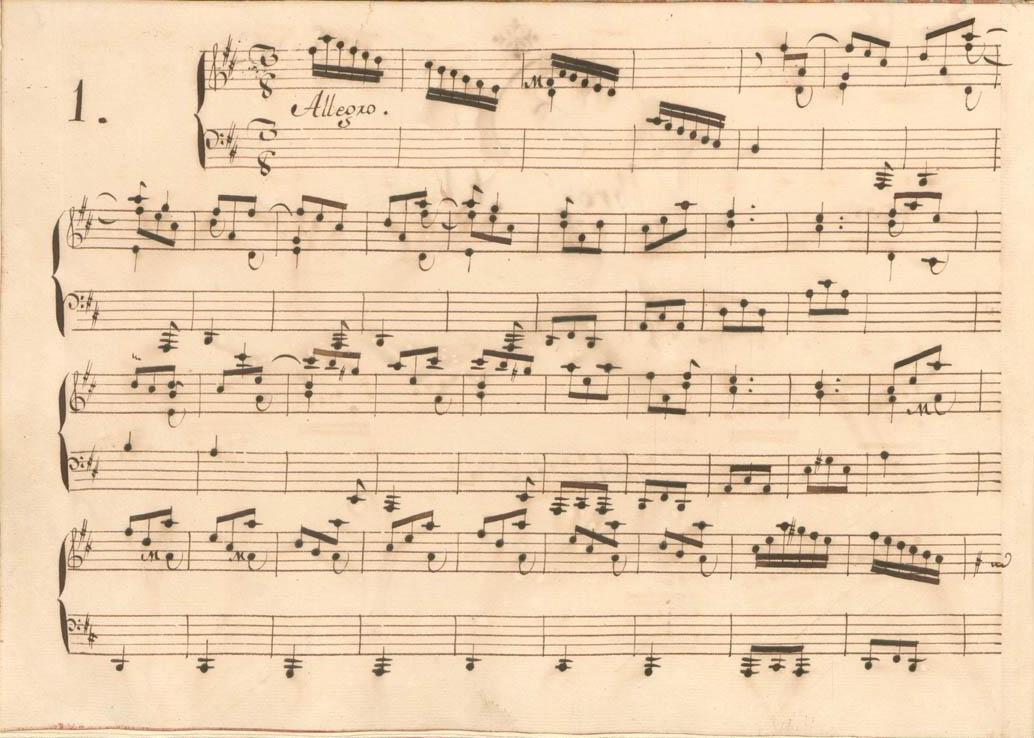
Parme XIV 1.
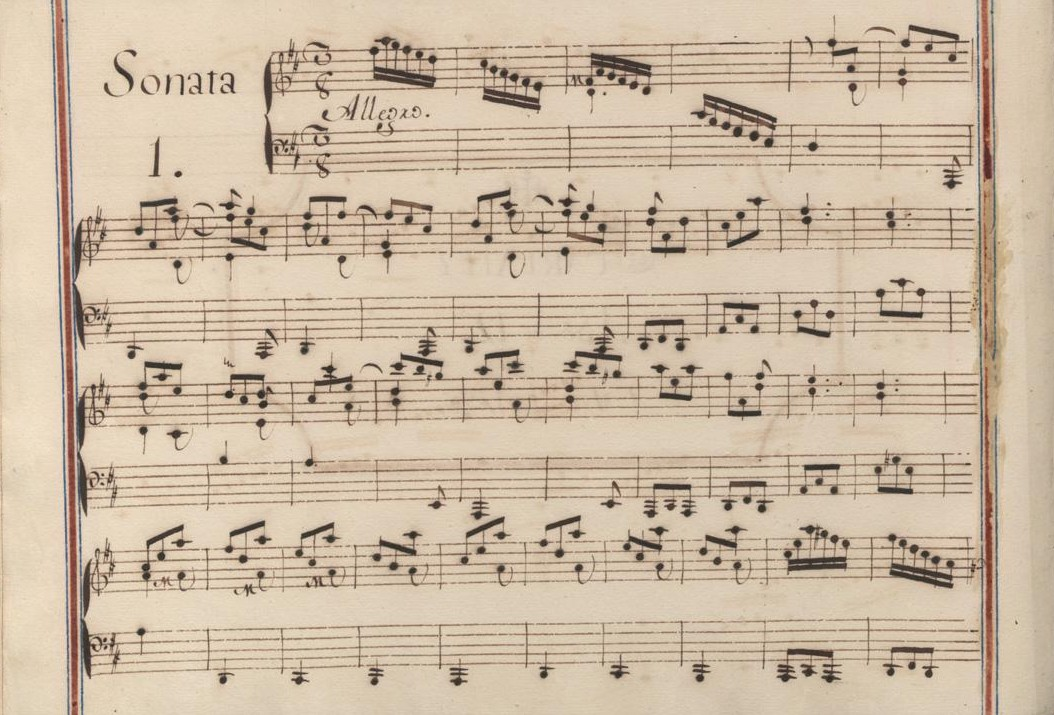
Venise XII 1.
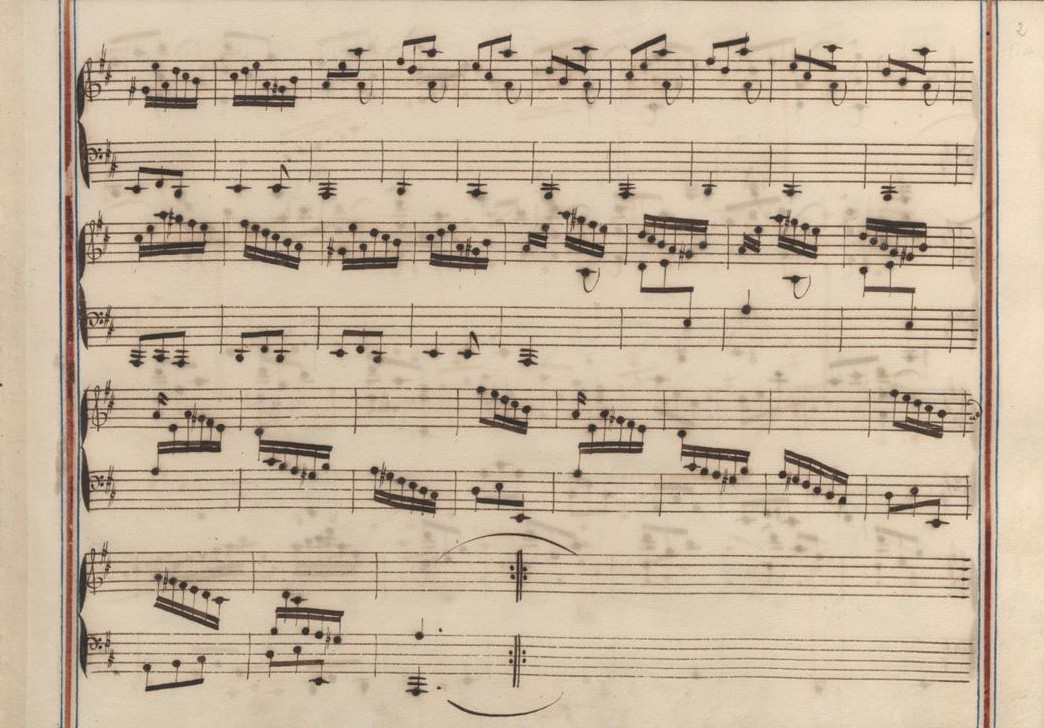
Venise XII 1 (fin de la première section).
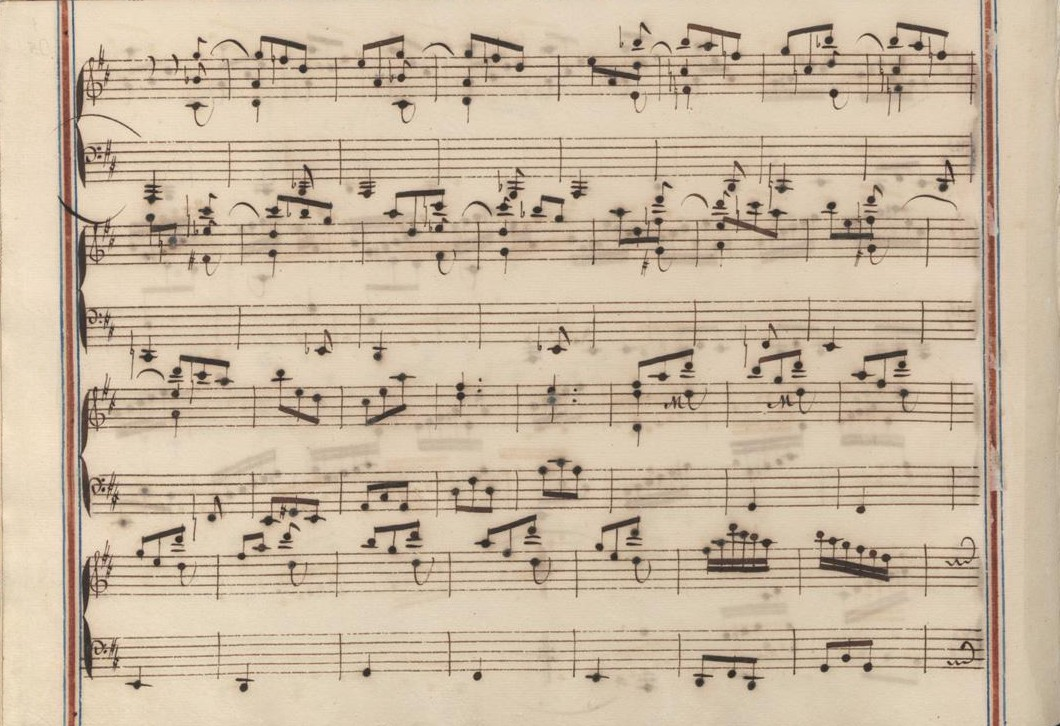
Venise XII 1 (début de la seconde partie).
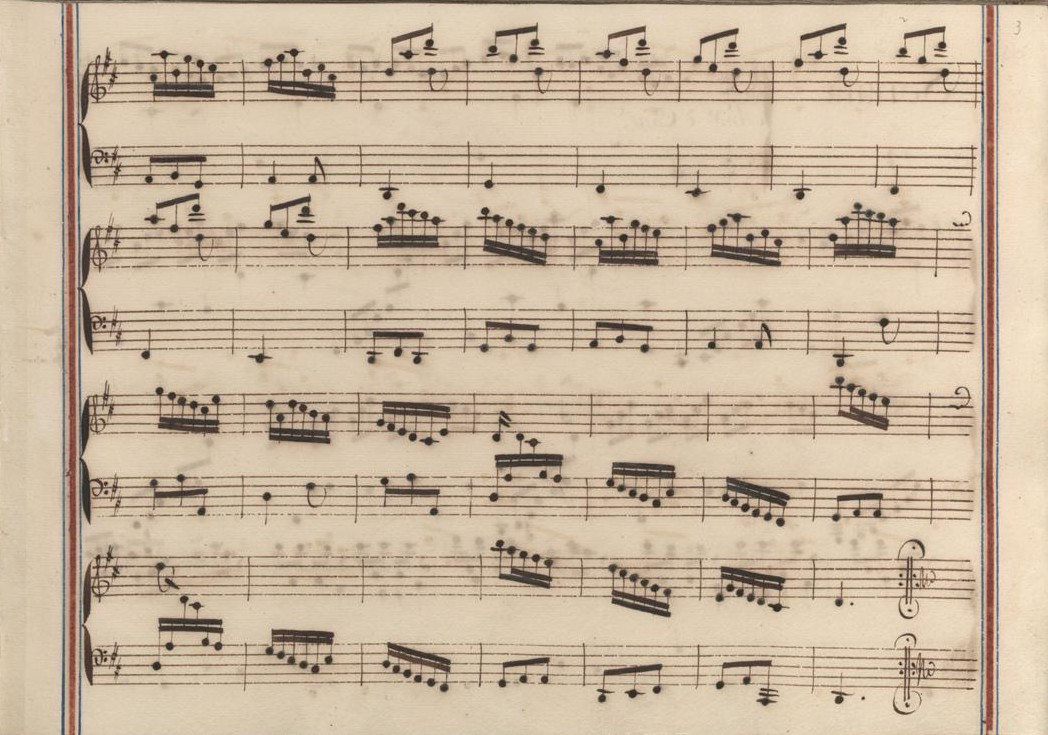
Venise XII 1 (fin de la sonate).

## Interprètes
La sonate K. 484 est défendue au piano, notamment par Fou Ts'ong (1984, Collins/Meridian), Carlo Grante (2016, Music & Arts, vol. 5) et Artem Yasynskyy (2016, Naxos vol. 20) ; au clavecin par Scott Ross (1985, Erato), Pierre Hantaï (2002, Mirare, vol. 1), Richard Lester (2004, Nimbus, vol. 1) et Pieter-Jan Belder (2007, Brilliant Classics, vol. 11).

## Sources
: document utilisé comme source pour la rédaction de cet article.
- Ralph Kirkpatrick (trad. de l'anglais par Dennis Collins), Domenico Scarlatti, Paris, Lattès, coll. « Musique et Musiciens », 1982 (1re éd. 1953 (en)), 493 p. (ISBN 978-2-7096-0118-4, OCLC 954954205, BNF 34689181).
- Alain de Chambure, « Domenico Scarlatti, Intégrale des sonates — Scott Ross », Erato/Éditions Costallat (2564-62092-2 (livret : 2292-45309-2)), 1985 (OCLC 891183737) .
- (es) Celestino Yáñez Navarro (thèse), Nuevas aportaciones para el estudio de las sonatas de Domenico Scarlatti. Los manuscritos del Archivo de Música de las Catedrales de Zaragoza, Université autonome de Barcelone, 2016 (lire en ligne)
- (en) Carlo Grante, « Domenico Scarlatti, intégrale des sonates pour clavier (vol. 5) », Music & Arts (CD-1294), 2017 (OCLC 1079366528) .